# اگوادیلا، پورتوریکو
اگوادیلا، پورتوریکو (به انگلیسی: Aguadilla, Puerto Rico) یک سکونتگاه مسکونی در ایالات متحده آمریکا است که در پورتوریکو واقع شده‌است.

## خصوصیات
اگوادیلا ۱۹۷٫۷ کیلومترمربع مساحت و ۶۰٬۹۴۹ نفر جمعیت دارد و ۹۹٫۳۷ متر بالاتر از سطح دریا واقع شده‌است.

## نگارخانه

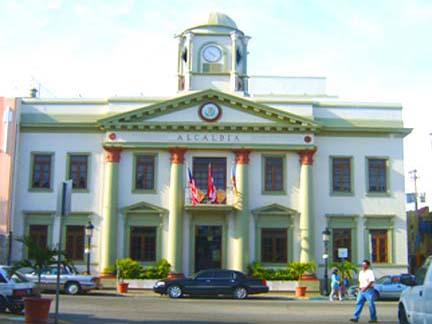
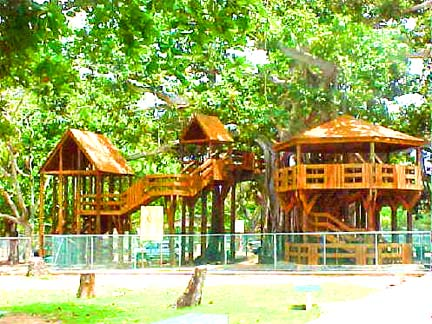
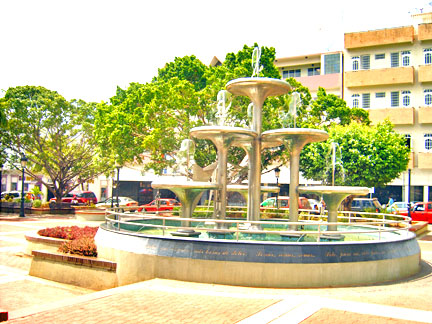
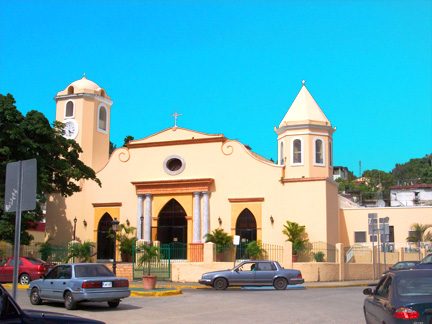
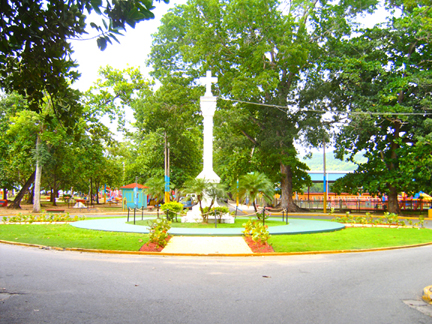
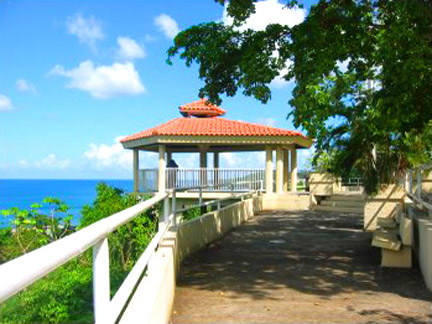
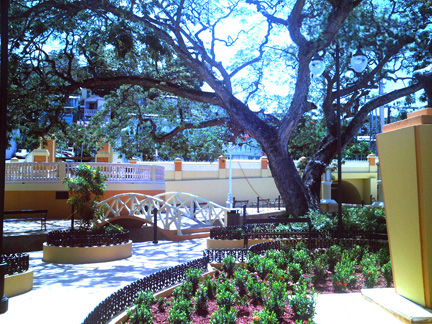
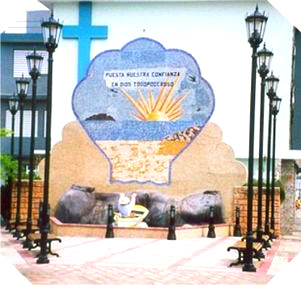
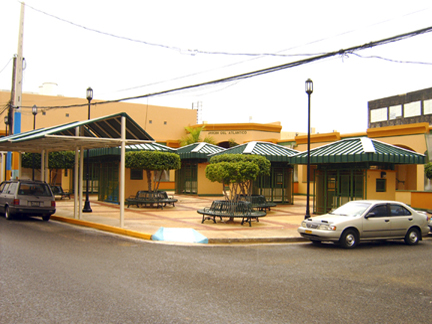
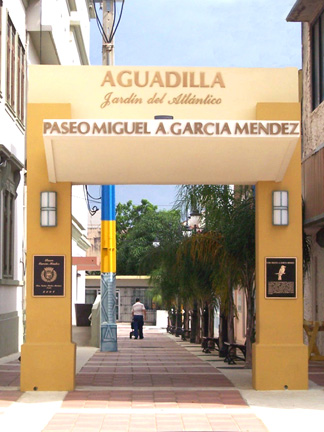
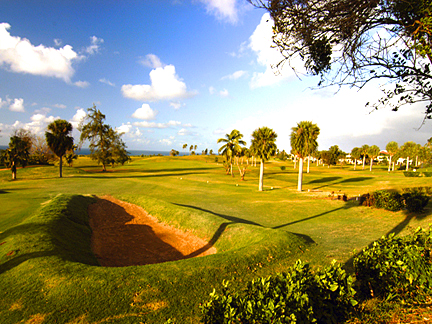
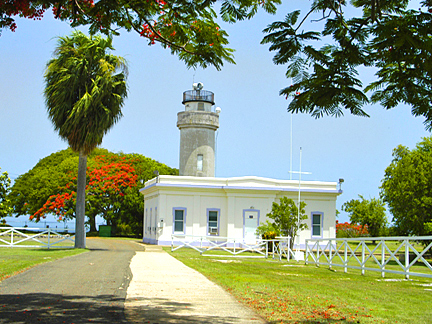
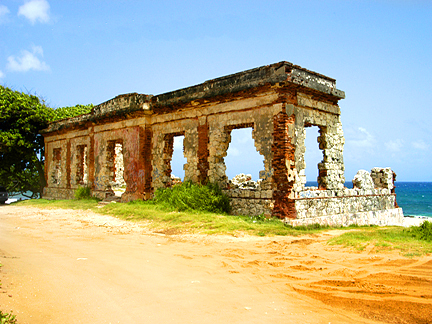
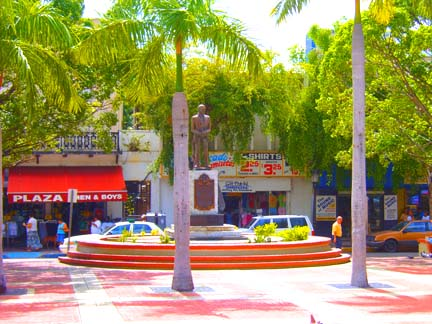
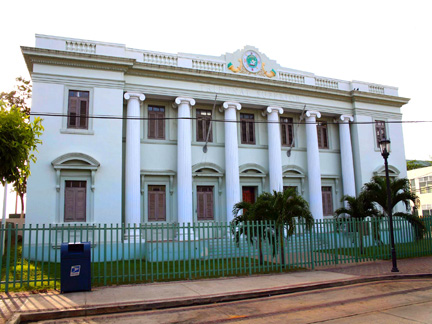
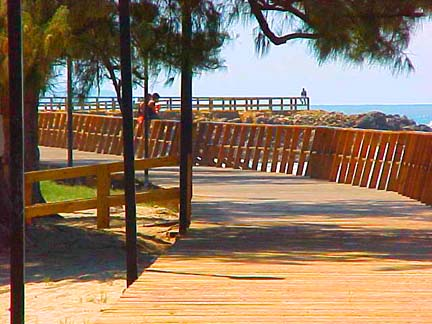
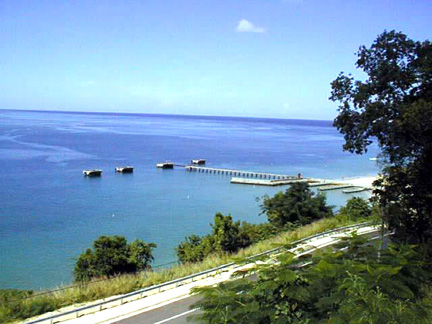
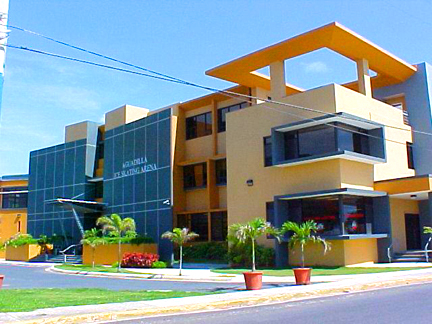